# Губенко, Валерий Александрович
Вале́рий Алекса́ндрович Губе́нко (укр. Валерій Олександрович Губенко; 25 января 1939 — 19 февраля 2000) — украинский военный деятель, генерал армии Украины.

## До военной службы
Родился 25 января 1939 года в Киеве Украинской ССР. Украинец. Через несколько лет семья переехала в Мелитополь. Там окончил школу, работал на одном из заводов города.

## Военная служба в СССР
В 1958 году призван на срочную службу в пограничные войска СССР. Служил в Закавказском пограничном округе, был заместителем командира отделения на одной из пограничных застав в Грузинской ССР. Из войск поступил в 1959 году в Алма-Атинское высшее командное пограничное училище, которое окончил в 1963 году. Служил в Закавказском пограничном округе, с 1980 года — в Северо-Западном пограничном округе. Окончил Военную академию имени М. В. Фрунзе и Военную академию Генерального Штаба Вооружённых Сил СССР в 1984 году. С 1984 года — начальник штаба Тихоокеанского пограничного округа. С 1987 года — начальник войск Забайкальского пограничного округа. С 1990 года — начальник войск Западного пограничного округа с штабом в Киеве.

## Военная служба на Украине
Одним из первых перешёл на службу в армию Украины после распада СССР и принял украинскую присягу. В ноябре 1991 года назначен председателем Государственного комитета по делам охраны государственной границы Украины — командующий Пограничными войсками Украины. Организовал массовое принятие военной присяги Украине личным составом пограничных войск, добился немедленного увольнения офицеров, отказавшихся присягать Украине. Воинское звание генерал армии Украины присвоено 25 января 1994 года (второй обладатель этого звания).
С 1995 года — Генеральный инспектор Генеральной военной инспекции при Президенте Украины. С 1998 года — председатель Государственной службы экспортного контроля при Президенте Украины. Скончался скоропостижно 19 февраля 2000 года. Похоронен на Байковом кладбище Киева.
Его именем на Украине названа пограничная застава. На здании Главного командования пограничных войск в Киеве установлена мемориальная доска.

## Награды
- Орден Трудового Красного Знамени (1990)
- Орден Красной Звезды (1975)
- Орден Богдана Хмельницкого III степени (1996)[1]
- Медали СССР и Украины